# Morococcyx erythropygus
Il cuculo di terra minore o cuculo terragnolo minore (Morococcyx erythropygus Lesson, 1842) è un uccello della famiglia Cuculidae e unico rappresentante del genere Morococcyx.

## Tassonomia
Morococcyx erythropygus ha due sottospecie:
- Morococcyx erythropygus mexicanus
- Morococcyx erythropygus erythropygus

## Distribuzione e habitat
Questo uccello vive in America Centrale, più precisamente in Messico centrale e meridionale (dal Sinaloa al Chiapas), El Salvador, Costa Rica, Honduras, Guatemala e Nicaragua.